# Индоламини
Индоламини су породица неуротрансмитера који деле заједничку молекуларну структуру. Индоламини су класификација моноаминских неуротрансмитера, заједно са катехоламинима и дериватима етиламина. Уобичајени пример индоламина је дериват триптофана серотонин, неуротрансмитер укључен у расположење и сан. Други примери индоламина су мелатонин и хистамин.
У биохемији, индоламини су супституисана једињења индола која садрже амино групу. Примери индоламина укључују лизергамиде.

## Синтеза
Индоламини се биолошки синтетишу из есенцијалне аминокиселине триптофана. Триптофан се синтетише у серотонин додавањем хидроксилне групе помоћу ензима триптофан хидроксилазе и накнадним уклањањем карбоксилне групе помоћу ензима 5-HTP декарбоксилазе. Серотонин и мелатонин синтетишу се из триптофана, који се деловањем триптофан хидроксилазе преводи у 5-хидрокси-триптофан, а затим деловањем декарбоксилазе ароматичних киселина се преводи у серотонин. Серотонин ће се уклонити из синаптичког простора деловањем афинитетног зависног натријум и калијум транспортера. У ћелијама ће се разградити деловањем ензима МАО или алдехид дехидрогеназе која преводи серотонин у 5-хидрокси-индолсирћетну киселину. Мелатонин се ствара из серотонина у пинеалној жлезди помоћу специјализованих ћелија, пинеалоцита. Хистамин настаје из аминокиселине хистидин, помоћу L-хистидин декарбоксилазе. Разграђује се деловањем хистамин-Н-метил-трансферазе.